# Якубова, Ольга Ивановна
О́льга Ива́новна Яку́бова (дев. Литвине́нко-Ви́льмсен) (род. 28 декабря 1953, г. Исилькуль, Омская обл.) — советский, российский художник-дизайнер. Создатель фирменного стиля ПАО КАМАЗ и команды «КАМАЗ-мастер». Член Союза дизайнеров России (1991). Заслуженный художник Российской Федерации (2013). Лауреат Государственной премии Российской Федерации (2001), почётный член Российской академии художеств (2008), почётный гражданин города Набережные Челны (2008), член Международной общественной ассоциации «Союз дизайнеров».

## Биография
Родилась в учительской семье. Отец — Вильмсен Иван Николаевич, окончил Омский педагогический институт, Заслуженный учитель Российской Федерации. Таврический Немец, из меннонитской учительской династии Вильмсен. Мать — Литвиненко Лидия Дмитриевна, окончила Омский педагогический институт, преподаватель математики, награждена знаком «Отличник народного образования».
Якубова Училась в Свердловском архитектурном институте на факультете промышленного дизайна (1971—1976).
Профессиональный путь дизайнера начался в 1976 г. в отделе Главного архитектора КАМАЗа. Тема разработки — фирменный стиль завода. С 1982 по 1985 занималась проектными разработками в художественном комбинате г. Набережные Челны при Союзе художников Татарстана. Ученица архитектора Евгения Розенблюма.
В 1985 г. по приглашению руководства ПО КАМАЗ возглавила отдел рекламы экспортной службы завода, который впоследствии был преобразован в рекламное агентство КАМАЗа, а Якубова стала его директором (с 1987). С 2000 — PR директор команды «КАМАЗ-мастер».
Благодаря Якубовой было отменено решение о сносе Боровецкой церкви, этот культурный и исторический памятник XVII—XVIII веков был отреставрирован по её проекту (1982).
По проектам Якубовой оформлен Центр автоспорта.
Супруг: Семен Якубов.

## Награды, звания и премии
- Благодарность за участие на выставке «Большая Волга» (1985)
- Международный Гран-При (EDICOIN) «За лучший имидж компании» внешнеторговой фирмы КАМАЗ Inc. (1994)
- Диплом за разработку программы «КАМАЗ-мастер-ралли» в номинации «Надежда» (2000)
- Лауреат Гран-При Российского национального приза «Виктория» за лучшую работу 2000 года в области дизайна (2000)
- Государственная премия Российской Федерации 2000 года в области дизайна (6 июня 2001 года) — за разработку и реализацию дизайн-системы «КАМАЗ-мастер»[1]
- Почётный знак Международной Академии наук о Природе и Обществе «За заслуги в развитии науки и экономике» (2001)
- Лауреат национальной премии «Серебряный лучник» (2001)
- Почётная медаль Международной Академии наук о Природе и Обществе «За развитие культуры и искусства» (2002)
- Диплом «За профессиональное мастерство» (2002)
- Заслуженный работник культуры Республики Татарстан (13 февраля 2002 года)
- Почётная грамота ОАО «КАМАЗ» «За долголетний добросовестный труд и в связи с 50-летием со дня рождения» (2003)
- Премия «Золотая колесница» (2006)
- Золотые именные часы от Президента Российской Федерации (2007)
- Медаль «В память 1000-летия Казани» (30 июня 2005 года)
- Знак отличия «За заслуги перед городом Набережные Челны» (2007)
- Медаль «За доблестный труд» (2008)
- Нагрудный знак отличия национальной премии «Золотой Бренд» в номинации «Социально значимый бренд» (2008).
- Почётный гражданин города Набережные Челны (2008)
- Заслуженный работник КАМАЗа (2009) — за большой личный вклад в развитие отечественного машиностроения, многолетний добросовестный труд и в связи с празднованием Дня машиностроителя
- Благодарность Российской Академии художеств (2012) — за участие в создании клуба «Мираж» спортивного комплекса «КАМАЗ-мастер»
- Золотая медаль Российской Академии художеств (2012)
- Благодарность Президента Республики Татарстан (23 июля 2013 года)
- Заслуженный художник Российской Федерации (15 ноября 2013 года) — за заслуги в области изобразительного искусства[2]

## Сочинения
- Мой финиш — горизонт… — Камский издательский дом, 1998.
- Жизнь измеряется в Дакарах / Сост. О Якубова, ред. С. Якубов. — Набережные Челны; типография Любляны; Mabo Grafika, 2012.
- «КАМАЗ-мастер»: легенда продолжается / Ред.-сост. О. И. Якубова. — Набережные Челны; типография Любляны; Mabo Grafika, 2013
- Ралли «ШЕЛКОВЫЙ ПУТЬ» выпуски 2009, 2010, 2011, 2012, 2013 / Ольга Якубова, Эрик Хайруллин — Москва; типография ОАО «КОНТИ-ПРИНТ»

## Документальные фильмы
- «КАМАЗ-мастер». Русский Дакар. По ту сторону медали. / Сергей Сучков — YouTube — 16 января 2011; www.popkat.ru;
- «Семен Якубов. Штурман по жизни» / Лилия Вьюгина — vjugina.com; Эфир — телеканал «Кто есть кто», 2012; телеканал «НТВ» 2013 ;
- «Ольга Якубова. Красота — обещание счастья» / Гелена Феличкина — 2013;